# Остин-Броос, Дайан
Дайан Остин-Броос (Diane Austin-Broos, урождённая Остин; род. 1946, Мельбурн) — австралийский антрополог.
Член Австралийской академии социальных наук, эмерит-профессор Сиднейского университета, где преподавала фул-тайм почти 34 года.

## Биография
Окончила Австралийский национальный университет как магистр философии.
В 1974 году получила докторскую степень по антропологии в Чикагском университете и в том же году возвратилась преподавать на родину.
С 1980 года в Сиднейском университете, первоначально лектор антропологии, с 1985 года ассоциированный профессор и с 1995 года полный профессор, с 2008 года в отставке, эмерит-профессор.
Являлась президентом Australian Anthropological Society.
Специализируется по Карибскому бассейну (главным образом Ямайке, где проводила уже свои докторские исследования) и Центральной Австралии.
Автор ряда книг и более 60 научных статей в престижных журналах.
Её последняя книга — A Different Inequality (2011).
В 1978 году вышла замуж. Есть брат.